# Iglesia de San Pedro de Vega (Amieva)
La iglesia de San Pedro de Vega está situada en el concejo asturiano de Amieva.
La iglesia de planta rectangular, nave única y cabecera cuadrada. En la fachada occidental se abre la portada principal, formada por una arcada de medio punto, remata la iglesia una voluminosa espadaña de sillares con dos huecos para campana. Se destacan las cuatro cabezas angélicas aladas, que se sitúan en las cuatro esquinas de la iglesia. 
El interior está modernizado pero respetando la obra original.
- Datos: Q12176435